# El Cerdotado
El Cerdotado fue una historieta mexicana cuyo protagonista es un cerdo antropomorfo que se hace llamar «El Cerdotado». Fue creada por Leopoldo Jasso (Polo Jasso).
El Nombre «Cerdotado» es un juego de palabras usado comúnmente en México hacia las personas obesas. Se forma de la superposición de las palabras «cerdo»  y «dotado». Asimismo, «cerdotado» es fonéticamente similar a «ser dotado», lo que alude a las características antropomórficas del personaje y a sus superpoderes. El Cerdotado es a menudo apodado «El Cer».
Aparecía en la sección Moneros del periódico mexicano Milenio.
La mayor parte de las entregas de la historieta son una crítica o sátira de las noticias del momento, donde los personajes suelen representar diversas actitudes o clichés de la sociedad, aunque el autor ha aclarado que no se trata de una caricatura política.

## Historia
Aunque se le puede considerar un personaje nuevo, El Cerdotado nació en el año de 1988. Cuando su creador Polo Jasso estudiaba en la Facultad de Artes Visuales de la Universidad Autónoma de Nuevo León, tuvo la ocurrencia de vestir a un cerdo de Superman para su diversión personal, y poco después para ilustrar cuatro páginas de la revista de historietas Comics Club patrocinada por la mencionada facultad. En la primera historia de El Cerdotado el héroe original muere en su primera misión.
Sin embargo, dada la popularidad del personaje, Jasso decidió continuar con La venganza del hijo de El Cerdotado, de modo que la historia actual en realidad trata sobre El Cerdotado hijo tratando (sin conseguirlo) de llenar los zapatos de su heroico padre. Este personaje, al que su creador no le prestaría mucha atención al principio, vería la luz pública sólo en cuatro ocasiones durante sus primeros 10 años de vida, en el fanzín PSYCOMIX y en la revista-periódico NAVE.
Después, en su propia revista (su quinta aparición a la luz pública) El Cerdotado distaba ya mucho de ser el cerdo vestido de Superman sin chiste ni personalidad que fue al principio; hoy se presenta como un superhéroe corruptible, con aires de ángel de la guarda cruzado con ángel de la muerte, flagelado por una crisis económica que lo agobian a él y a su familia por la cual está dispuesto a hacer lo que sea, menos rebajarse a trabajar «como cualquier mortal».
Es más que obvio que El Cerdotado no vino al mundo para dar un mensaje de amor y justicia (no se puede esperar eso de un personaje salido de una revista underground). Su intención tampoco es la de crear «un nuevo cómic mexicano» (en ese caso sería más bien ayudarlo a mantenerlo vivo). Pero mientras que sus lectores descubren la razón de su existencia, lo mejor que se puede hacer es divertirse con sus desventuras, tal y como su creador se divirtió en los comienzos de la historieta y como sigue haciéndolo.
El 4 de abril de 2019 se publicó su última tira cómica en el periódico Milenio, despidiéndose de sus fanáticos en vía Twitter en mensaje del día 8 del citado mes y año.

## Personajes

### Personajes principales
- El Cerdotado

Nombre real: Anacleto Kal-el Pacheco.
Edad: 21 años (el tiempo desde que inició la tira en el Diario de Monterrey).
Habilidades:
-Superfuerza equivalente a 100,000 albañiles.
-Super foker velocidad. 
-Vista de rayos X.  
-Mucosidad radiactiva.  
-Volar (aunque padece de acrofobia).  
-Digitalizarse y viajar por internet.  
El Cerdotado es un antihéroe que lucha contra las injusticias sociales y económicas en México, y tiene que sobrellevar las situaciones cotidianas de la vida en una gran ciudad. Aunque bien intencionado, constantemente cae en circunstancias poco heroicas y fuera de la ley. Posee un Cerdomóvil, vehículo semejante al Batimóvil donde transporta a los delincuentes que detiene, además de un robot gigante muy parecido a Mazinger Z pero con rasgos porcinos.
- Jersey Torobolas

Ocupación: Actriz en películas para adultos.
Es la novia del Cerdotado, quien la conoció en una minisúper llamado "O-por-por-O". Su noviazgo ha estado plagado de infidelidades por parte de ambos, aunque siempre logran reconciliarse. Llegaron a casarse pero al poco tiempo se divorciaron debido a que Jersey no se adaptó al peligro que conlleva el estilo de vida del Cer.
- Quitapón

Nombre real: Desconocido.
Edad: 21 años.
Habilidades: Las mismas que su hermano.
Hermano gemelo del Cerdotado, igual físicamente a este salvo por tres líneas onduladas que salen de su cabeza que se presume es cabello.Por lo general es la voz de la razón y la prudencia en la casa del Cerdotado, aunque suele tener sus oscuros secretos. Vive junto a su hermano. Su apodo se debe a que trabajaba en un bar quitando los corchos de las botellas con su cola. En una historia se reveló que la última voluntad de su padre fue que él llevara el manto del Cerdotado en vez de Anacleto.
- Rompompeyo Torobolas

Hermano menor de Jersey y cuñado de El Cerdotado, es un niño precoz y conflictivo que gusta de meterse en problemas. Le gusta el cine de terror y su época favorita del año es el halloween, para el cual se prepara con días de anticipación. Su objetivo siempre es lograr tener el disfraz más terrorífico de su vecindario. Disfruta mucho jugando a los piratas (haciendo copias ilegales de discos y películas de moda). Cuando descubrió que tenía una media hermana a quien consentían mucho, comenzó a vestirse ocasionalmente de niña haciéndose llamar Andrea Maritza. Cursa la escuela primaria y está enamorado de su maestra.
- El Conejo Marihuano

Nombre real: Rolando Mota del Campo.
Es un conejo blanco quien se volvió adicto al descubrir que su esposa le era infiel. Es incapaz de hablar bien y al parecer sufre de un desorden de personalidad doble la cual se manifiesta por medio de una marioneta de nombre "Elmo Jones". Se dedica a mendigar y vender productos chinos en el transporte público, aunque a pesar de ello lleva una vida holgada. En tiempos recientes ha llegado a desarrollar una transformación en "conejo súper mariguanayín" (parodia de un súper saiyajin) con hojas de mariguana a manera de cabello e indumentaria semejante a la de Gokú, y con un poder superior a 9,000.
- Elmo Jones

Marioneta que suele acompañar a El Conejo Marihuano. Aun siendo sólo una manifestación de su mente es capaz de hablar bien y se encarga de las «finanzas» de éste. Tiene contactos en China para importar diversos artículos para su posterior venta en los medios de transporte de la ciudad. Su nombre es un juego de palabras ya que puede ser entendido como El Mojones («mojón» es una hez fecal). Por eso, el autor de la historieta repite en la misma en diversas ocasiones que el nombre de la marioneta se pronuncia Elmo Yons, lo cual es interpretado como un chiste irónico del autor.

### Personajes secundarios
- El Malandro

Un criminal de poca monta que merodea la ciudad cometiendo diversas fechorías, intentado por diversos medios evitar ser capturado por el Cerdotado. Se caracteriza por portar siempre un pasamontañas. Tiene una esposa muy exigente y un hijo pequeño llamado Malandrito quien también porta un pasamontañas. En ocasiones se le ha visto actuar con toda una banda de malandros iguales físicamente.
- El Licenciado Cachetes

De nombre completo Carlos Chetes, es el clásico estereotipo del servidor público, corrupto y prepotente, quien siempre que realiza su aparición hace la onomatopeya de "prrrrrrrrrt" antes de dar un discurso, y es el que le pide al Cerdotado ser su guardaespaldas profesional, quien lo idolatra y aprende sus nefastas actividades. Está afiliado al PRRT. En 2018 se postuló como candidato a la presidencia de México, perdiendo la elección además del registro de su partido.
- Don Torobolas

Es el papá de Jersey y Rompompeyo y esposo de Doña Lidia, es un semental fanático de la tauromaquia y muy conservador. Tiene la ideología de que los toros son para "mejorar la especie" reproduciéndose como conejos (se reveló que tenía otra familia, y eso causó que Rompopeyo intentara ser niña ya que la hija de la otra familia estaba más consentida que el).
- Doña Lidia Torobolas

Madre de Jersey y Rompompeyo. En su juventud era una bailarina de centros nocturnos. En la actualidad está dedicada al hogar y a intentar educar a Rompompeyo, sin obtener un resultado satisfactorio. Al principio de la tira fue amante del Cerdotado. Su diseño está inspirado en la vedette mexicana Tongolele.
- El Tomandante

Jefe policial y quien más solicita los servicios del Cerdotado, llamándolo a través de la señal de radio de emergencia para que se presente en la Tomandancia.
- Fong Li

Empresario chino que importa a México productos de dudosa calidad para su venta mediante publicidad engañosa. es el patrón del Conejo Marihuano, a quien siempre está explotando.
- La Ladrona Encuerada

Es una artista del robo en la vía pública. Generalmente lleva un leotardo y gorra como únicas prendas, aunque se le ha visto usando gabardina o solamente la gorra, un antifaz y unos tenis. Es capaz de despojar a cualquier hombre de sus objetos de valor a la voz de «la cartera, o no me encuero». De todos sus enemigos, el Cerdotado goza mucho las batallas que sostiene con ella aunque no le gane.
- La Maestra

Joven profesora de primaria quien es víctima de las travesuras de Rompompeyo en la escuela. Es muy dedicada a su trabajo y se exalta fácilmente cuando sus alumnos no toman en serio su clase.
- El Negro Llorarás

Ocasional Amante de Jersey. El Cerdotado intenta inútilmente mantenerlo alejado de su novia, aunque en el fondo lo admira, pues es físicamente más dotado que Cerdotado. Trabaja en la comandancia y es útil para sacar confesiones al informarsele al reo de su apodo. 
- El Omnipresente Buitre

Doctor en medicina y dueño de una funeraria local. Ocasionalmente aconseja legalmente al Cerdotado además de ser su médico personal. También sirve de guía para las expediciones escabrosas que Rompopeyo. Suele añorar los tiempos pasados.

### Personajes Incidentales
- La Abuela

La fallecida abuela del Cerdotado y el Quitapón se ocupó de su crianza después de la muerte del Cerdotado original. Su espíritu regresa después de cada día de las madres y día de muertos a jalarle las patas a sus nietos por olvidar llevarle flores a su tumba.
- El padre Palacios

Es el párroco de un templo local (y probablemente el único personaje aún más corrupto que El Cerdotado). Representa el lado negativo y corrupto de la iglesia católica pues manifiesta preferencias pederastas y pedófilas en su accionar. Es constantemente perseguido por su conciencia (que se manifiesta de forma física) y su mayor sueño es poder recolectar «limosna» en la Cámara de Diputados o en la Cámara de Senadores.
- Santa Claus

Aparece cada diciembre. Desde siempre el Cerdotado ha deseado una bicicleta para Navidad, y para ello ha intentado de muchas maneras obligar a Santa Claus a dársela, desde torturas físicas y psicológicas, hasta confrontaciones cuerpo a cuerpo en su mismísimo taller en el Polo Norte. Con la llegada de las redes sociales sus disputas se han trasladado a este campo, ya que Santa bloquea cada solicitud recibida por parte del Cerdotado.  
- Bartolo

Un cuervo quien es el asistente del Omnipresente Buitre.
- Cascabelito El Gato

Es un gato antropomorfo con muy marcadas tendencias homosexuales (abarca prácticamente todos y cada uno de los estereotipos relacionados con los homosexuales). Es un sastre talentoso y una vez le ganó a Rompompeyo a crear el mejor disfraz de halloween (con un disfraz de coliflor). Se le vio en marzo de 2012 siendo bajado de un avión por bailar dentro de él.
- Wenceslao

Es un niño muy aplicado en la escuela y compañero de clase de Rompompeyo, pero también es víctima de éste del bullying, ya que él lo agrede y humilla delante de la profesora teniéndole envidia por obtener notables calificaciones.
- Wendy

Compañera de clase de Rompompeyo. No habla muy bien debido a la falta de algunos dientes.
- Tontonio

Compañero de clase de Rompompeyo, aficionado a las películas para adultos.
- Polo Jasso

El propio Polo Jasso aparece dentro de la tira, caracterizado como una silueta negra donde solo son distinguibles sus ojos. Suele aparecer teniendo problemas para que se le ocurran ideas sobre qué dibujar en la tira, o lidiando con sus lectores que le atosigan con preguntas y sugerencias. Ha tenido disputas con el Cerdotado debido a las quejas de este sobre el manejo creativo de la historieta.

## Apariciones en otros medios
El Cerdotado y El Conejo Marihuano aparecieron como personajes invitados en una entrega de la historieta Macoatl.